# A Lavadeira (Toulouse-Lautrec)
La Blanchisseuse (em português: A Lavadeira) é uma pintura a óleo sobre tela de 1886 do artista francês Henri de Toulouse-Lautrec. Em novembro de 2005, foi vendido por 22,4 milhões de dólares em leilão pela Christie's. O tema das lavadeiras, também conhecidas como lavadouras, era popular na arte, especialmente na França.
La Blanchisseuse foi pintada por Toulouse-Lautrec e posada por Carmen Gaudin em 1886. Esta pintura mostra a vida dura e as condições de trabalho enfrentadas pelas classes trabalhadoras ao longo do século XIX. A pintura ficou guardada até 2005, quando um comprador anônimo a adquiriu por 22,4 milhões de dólares, quebrando o recorde de pintura de Lautrec mais cara vendida em leilão. 
Lautrec pintou La blanchisseuse durante os últimos anos de sua inscrição no ateliê de Fernand Cormon, que ele entrou em 1882. Cormon especializou-se em um gênero incomum, sem interesse para Lautrec, no qual pintou cenas da pré-história e da antiguidade que pesquisou meticulosamente usando as mais recentes descobertas arqueológicas. No entanto, tendo optado por localizar o seu estúdio no ambiente menos académico e desclassificado de Montmartre, Cormon provou ser um professor progressista noutros aspectos. No final das aulas matinais, ele incentivou seus alunos a levarem seus cadernos para as ruas e desenharem as pessoas de todas as estações que ali encontrassem. Tendo levado uma vida relativamente protegida na propriedade provinciana de uma família aristocrática, Lautrec era fascinado pela agitação das ruas e pelas pessoas que ganhavam a vida marginalmente em ocupações humildes. Amigos e colegas estudantes mais velhos e mais experientes, como Albert Grenier e Henri Rachou, apresentaram a Lautrec os prazeres sórdidos do demi-monde. Em 1886, pouco antes de pintar La blanchisseuse, Lautrec sinalizou seu compromisso com um estilo de vida boêmio ao alugar quartos com um estúdio na rue Caulaincourt, 27 (agora 21), em Montmartre, onde permaneceu até 1898.

## Carmen Gaudin
Carmen Gaudin era uma jovem de meados da década de 1880 que trabalhava numa lavanderia em Montmartre, perto da Rue Ganneron, onde Toulouse-Lautrec tinha seu estúdio. Mulheres como ela muitas vezes ofereciam seus serviços sexuais mediante pagamento, como renda extra, sem poderem ser chamadas de verdadeiras prostitutas.
Toulouse-Lautrec viu Carmen Gaudin pela primeira vez em 1884, na saída de um restaurante parisiense, junto de Henri Rachou e o fotógrafo François Gauzi. Ele ficou imediatamente fascinado por ela. Gauzi lembrou mais tarde: “Uma garota simples vestida de operária, mas com lindos cabelos cor de cobre, que imediatamente despertou o grande interesse de Lautrec”. Mais tarde, Gaudin teria virado modelo de Lautrec e outros pintores como Alfred Stevens e Fernand Cormon.
Não está totalmente claro qual a relação que Lautrec e Gaudin tinham um com o outro. A partir de 1889, Lautrec perdeu o interesse por ela de qualquer maneira, segundo Gauzi, porque ela tinha o cabelo tingido de castanho. Pouco se sabe sobre sua vida posterior. Ela morreu em 1920, possivelmente devido aos efeitos da gripe espanhola.
Lautrec fez no total 15 pinturas de Carmen.

## Imagem

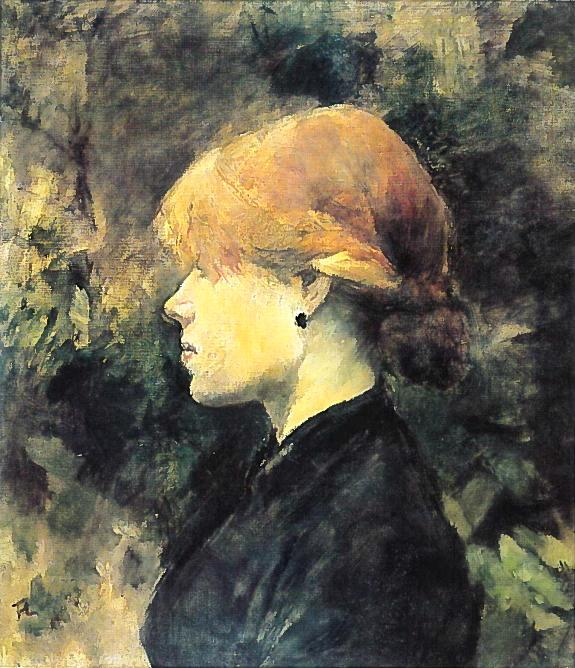
Retrato de Carmen de 1885

Os retratos de Gaudin feitos por Lautrec formam uma categoria separada dentro de sua obra, principalmente por causa de seu desenho surpreendentemente sóbrio. Com um grande senso de psicologia, ele muitas vezes retrata a garota tímida com a cabeça baixa, o olhar um tanto escondido atrás dos cabelos. Sua postura muitas vezes mostra algo submisso, através do qual transparece uma espécie de feminilidade relutante.
La blanchisseuse se desvia um pouco dos outros retratos de Gaudin feitos por Lautrec, na medida em que a atenção à sua personagem é um tanto substituída por uma ênfase na atmosfera: mostra a realidade comovente de uma jovem, bonita, sonhando com um futuro feliz, mas por enquanto encapsulado em horas de trabalho monótono em uma lavanderia, ganhando apenas o suficiente para uma existência mínima.
A obra lembra diversas pinturas de Edgar Degas (Launcherwoman de 1874, The Ironing Ladies de 1884), que Lautrec admirava muito. Inicialmente, Lautrec teria pretendido retratar Gaudin nua nesta pose, numa tradição académica, mas a sua procura por um estilo mais pessoal, com atenção ao indivíduo, fez com que decidisse retratá-la vestida, no seu ambiente quotidiano.

## Outros retratos de Carmen Gaudin

### La Rousse em uma Blusa Branca
La Rousse em uma Blusa Branca ou A Ruiva Com Blusa Branca é mais uma das artes de Lautrec de Gaudin, esta que pertence ao museo Thyssen-Bornemisza, em Madrid. Lautrec levou o ano de 1889 para fazer esta pintura.
Lautrec, que geralmente evitava a pintura En Plein Air dos impressionistas, executou essas obras no estúdio que ele dividia com Henri Rachou na rue Ganneron. Na pintura, o fundo do estúdio é esboçado, a fim de fazê-lo passar despercebido e concentrar toda a atenção na Carmen Gaudin. Apesar da simples pose em que Guadin é renderizada, a atmosfera melancólica transmitida pela composição torna-a uma obra-prima. A técnica de toques leves e pincelada muito espontânea é herdada do impressionismo.

### A Montrouge
A Montrouge – Rosa La Rouge, Lautrec, apresenta Gaudin posando como a prostituta Rosa La Rouge, personagem popularizada pelo artista de cabaré Aristide Bruant. A pintura foi criada em 1886-87 e exibida na boate de Bruant, Le Mirliton, localizada no bairro de Montmartre, em Paris. Através desta obra de arte, Toulouse-Lautrec retrata a vida noturna decadente e indulgente de Montmartre.
O estilo de Lautrec é altamente linear e enfatiza o contorno, muitas vezes deixando grande parte do tabuleiro à mostra. Esta técnica confere à sua arte um aspecto distinto que capta a essência da vida parisiense da época. Curiosamente Lautrec supostamente contraiu sífilis de Rosa La Rouge.